# Giorgio Gemisto Pletone
Giorgio Gemisto, detto Pletone (in greco Γεώργιος Γεμιστός Πλήθων?; Costantinopoli, 1355 circa – Mistra, 1452), è stato un filosofo neoplatonico bizantino, che influì sulla riscoperta di Platone nella cultura umanistica del primo Rinascimento italiano e che fu portatore di un ideale di unificazione delle diverse religioni.

## La vita e il pensiero

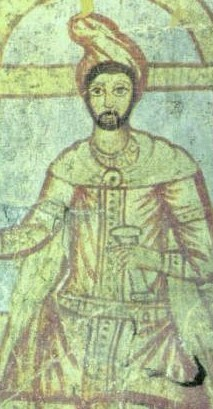
Immagine rinvenuta a Dura Europos (Siria), risalente al III secolo d.C., che, comunemente, viene intesa come quella del profeta iranico Zarathustra; più probabilmente indica "il Persiano" uno dei sette livelli di iniziazione del culto mitraico romano.

Pletone proveniva probabilmente da una famiglia nobile bizantina di Costantinopoli. Per motivi ignoti dovette ancora giovanissimo lasciare la sua città natale e trasferirsi ad Adrianopoli e da qui successivamente nel 1393 a Mistra (vicino all'antica Sparta) dove soggiornò lungamente fondandovi una scuola filosofico-religiosa di tendenze neoplatoniche.
Durante il soggiorno a Mistrà, Gemisto Pletone ebbe modo di conoscere Ciriaco d'Ancona, il padre dell'archeologia, che scrisse di lui:
(Ciriaco d'Ancona)
Nel 1438 Pletone, assieme ad altri illustri filosofi orientali, tra cui il cardinal Bessarione da Trebisonda (1395-1472), sostenitore dell'unione delle due Chiese d'oriente e d'occidente, venne in Italia al seguito dell'imperatore bizantino Giovanni VIII, come suo consigliere, per partecipare al Concilio di Basilea, Ferrara e Firenze; in quell'occasione incontrò di nuovo Ciriaco d'Ancona.
Da quanto scrive Marsilio Ficino risulterebbe che Cosimo de' Medici ascoltando i suoi discorsi si convinse della necessità di un ritorno agli antichi valori spirituali e politici della filosofia platonica e per questo si adoperò per la fondazione dell'Accademia neoplatonica fiorentina.
In Italia Pletone tenne orazioni su Platone e sugli Oracoli caldaici, espressione dell'antica misterica sapienza babilonese, che secondo il suo parere erano attribuibili alla dottrina di Zoroastro (Zarathustra) che egli riteneva essere un antico teologo ("priscus theologus") da cui erano derivate le filosofie di Pitagora e dello stesso Platone. Sempre nell'ambito dell'antica fondamentale sapienza zoroastriana andavano inseriti, secondo Pletone, i saggi dell'antichità come Minosse, Licurgo, Numa Pompilio, i sacerdoti di Dodona, i Sette Sapienti, Parmenide, Timeo, Plutarco, Porfirio, Giamblico, i Magi e perfino i Brahmani. Alla saggezza di tutti questi ora bisognava tornare ad ispirarsi, infatti:

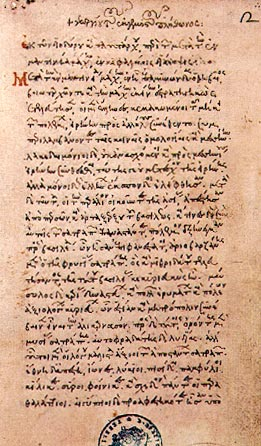
Manoscritto di Giorgio Gemisto Pletone del XV secolo

Nel 1439 Pletone scrisse Sulla differenza tra la filosofia platonica e quella aristotelica, da cui nacque una forte polemica tra i platonici, sostenuti anche da Bessarione, e gli aristotelici. Il contrasto verteva sull'idea che fosse possibile, seguendo la concezione platonica, una possibile unificazione delle diverse religioni. Secondo Pletone nella filosofia platonica, erede di quella zoroastriana, era tratteggiato il modello di una società ideale teocentrica fondata sul culto del dio Sole. Questo progetto, teorizzato anche da Nicola Cusano e Pico della Mirandola, era contrastato dagli aristotelici quali il patriarca Gennadio II di Costantinopoli e Giorgio da Trebisonda (1395-1472), detto il Trapezunzio, che scriveva a proposito di Pletone:
A lui si associava, esprimendo non solo odio ma violenza nei confronti dei seguaci degli "ellenisti" allievi di Gemisto, il patriarca Gennadio che in una sua lettera si congratulava con un Despota locale, Emanuele Raul, il quale aveva ucciso Juvenalio, un allievo di Pletone:
L'ideale di un'unica nuova religione si basava su un ritorno, secondo l'antico tentativo dell'imperatore Giuliano, non a caso riscoperto in questo periodo, al sentimento religioso pagano a cui si ispirava l'Inno al Sole dello stesso Pletone che nel suo Trattato delle leggi aveva recuperato inni e preghiere del culto del Sole che diedero l'avvio a un interesse diffuso in età rinascimentale per questa religiosità solare:
«Apollo re,

tu che regoli e governi tutte le cose nella loro identità,

tu che unifichi tutti gli esseri,

tu che armonizzi questo vasto universo così vario e molteplice,

o Sole, Signore del nostro cielo,

sii a noi propizio.»
Questa preghiera è uno dei pochi frammenti rimasti del Trattato delle leggi che, soprattutto ad opera del patriarca Gennadio, venne distrutta come propagatrice del paganesimo. In realtà Pletone teorizzava, secondo la coeva cultura rinascimentale, un mondo dominato dalla razionalità umana che lo avrebbe reso perfetto sotto la guida di sapienti iniziati, possessori di quel sapere misterico dove confluivano cristianesimo e islam, le divinità greche e quelle orientali, la filosofia di Pitagora e quella platonica.

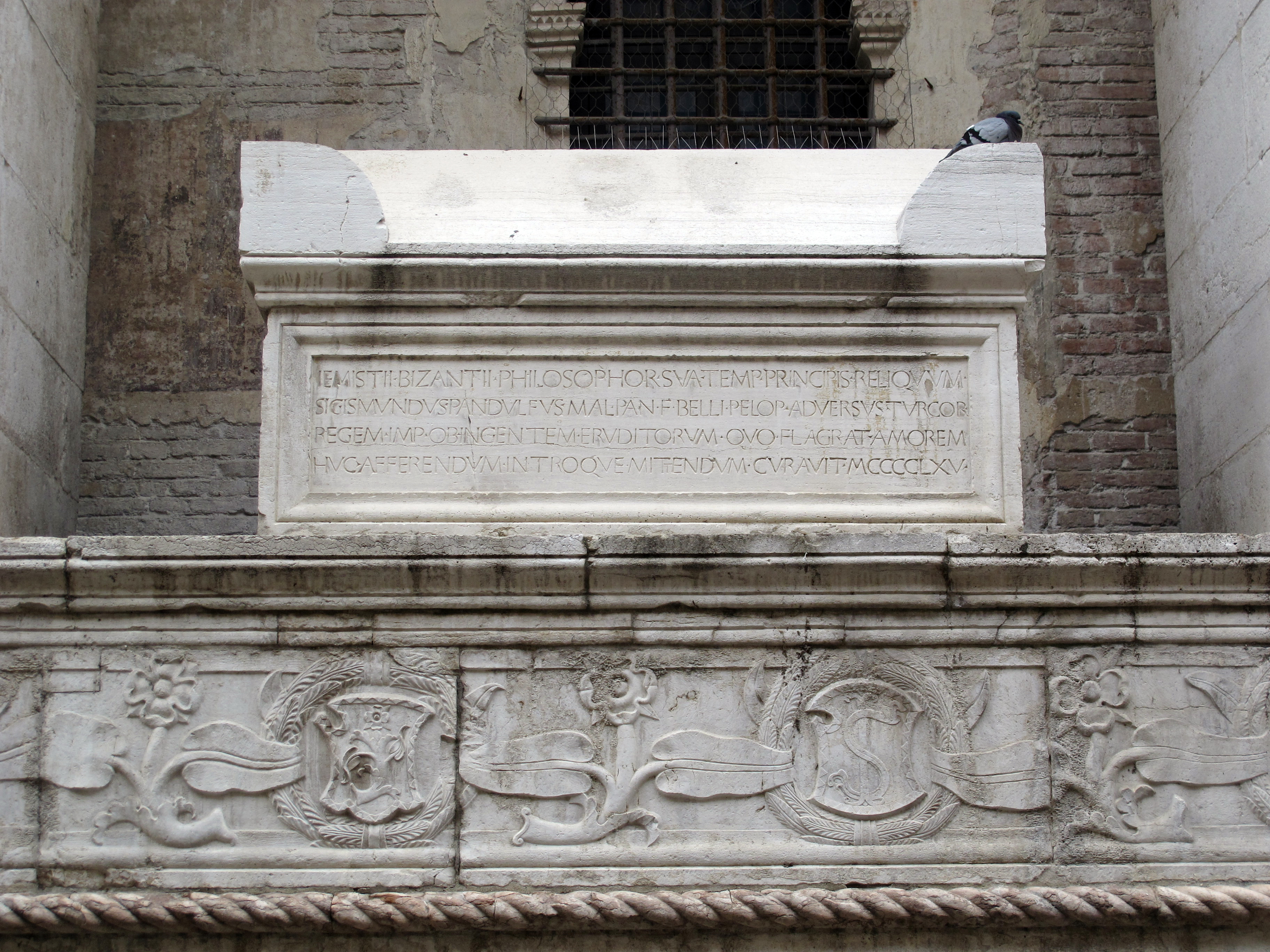
La tomba di Pletone a Rimini

Pletone morì a Mistra il 26 giugno 1452, forse suicida, a quasi cent'anni d'età, non dimenticato dai suoi amici ed ammiratori come il cardinale Bessarione che scriveva ai figli di Pletone, Demetrio e Andronico, poco dopo la morte del padre:
Né fu dimenticato da Sigismondo Pandolfo Malatesta, signore di Rimini, che durante l'assedio portato a Mistra aveva ritrovato i resti di Gemisto che riportò in Italia nel 1456 facendoli riporre in un'arca sulla fiancata destra del Tempio Malatestiano accanto a quelle di noti umanisti che avevano impreziosito la sua corte.

## Opere
- Νόμων συγγραϕή (Trattato delle leggi) (l'opera maggiore, ma giunta in frammenti).
- Trattato delle virtù.
- Discorso sugli affari del Peloponneso.
- Sull'istmo.
- Περὶ ὧν 'Αριστοτέλης πρὸς Πλάτωνα διαϕέρεται (De Platonicae atque Aristotelicae philosophiae differentiis, Sulle differenze tra la filosofia platonica e quella aristotelica, pubbl. 1532.)
- Sulla processione dello Spirito Santo.
- Sommario delle dottrine di Zoroastro e di Platone.
- Oracoli magici dei discepoli di Zoroastro[16].
- Περὶ εἱμαρμένης (De fato, pubbl.1722)
- Opuscula de historia graeca